# Z (film)
Z is een Frans-Algerijnse politieke thriller uit 1969 onder regie van Costa-Gavras. Het scenario is gebaseerd op de gelijknamige roman uit 1966 van de Griekse auteur Vassilis Vassilikos. 

## Verhaal
Een linkse politicus wordt gedood tijdens een demonstratie. Volgens de autoriteiten werd hij per ongeluk gedood, maar de onderzoeksrechter vermoedt dat er iets niet pluis is. De regering tracht de zaak in de doofpot te stoppen. Onder de bevolking ontstaat intussen beroering.

## Rolverdeling
| Acteur                 | Personage              |
| ---------------------- | ---------------------- |
| Yves Montand           | Politicus              |
| Jean-Louis Trintignant | Onderzoeksrechter      |
| Irene Papas            | Vrouw van de politicus |
| Jacques Perrin         | Fotograaf              |
| Charles Denner         | Manuel                 |
| Bernard Fresson        | Matt                   |
| Georges Géret          | Nick                   |
| François Périer        | Openbare aanklager     |
| Pierre Dux             | Generaal               |
| Magali Noël            | Zus van Nick           |
| Renato Salvatori       | Yago                   |
| Clotilde Joano         | Shoula                 |
| Julien Guiomar         | Politiechef            |
| Van Doude              | Ziekenhuisdirecteur    |
| Marcel Bozzuffi        | Vago, de moordenaar    |

## Achtergrond
Het verhaal schetst het onderzoek door de Griekse rechter Christos Sartzetakis naar de moord op Gregoris Lambrakis in 1963. Verder geldt de film als een aanklacht tegen het kolonelsregime dat ten tijde van de productie van de film in Griekenland aan de macht was. De film werd verboden in Griekenland en Cyprus.